# Пуссёр, Анри
Анри Пуссёр (фр. Henri Pousseur, 23 июня 1929, Мальмеди, Валлония — 6 марта 2009, Брюссель) — бельгийский композитор.

## Биография

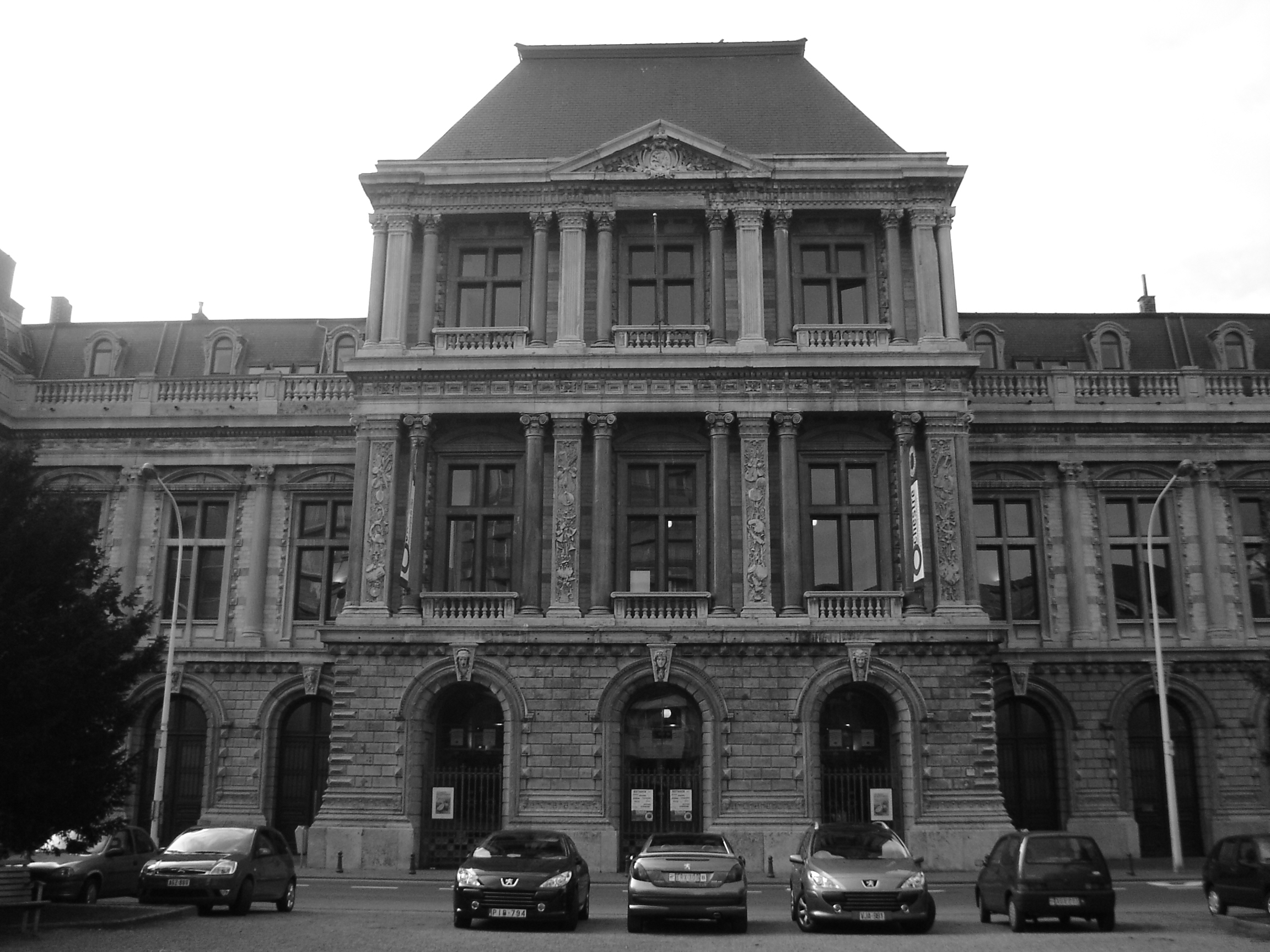
Льеж, Королевская консерватория

В 1947—1953 учился в консерваториях Льежа и Брюсселя. В 1951 познакомился с Пьером Булезом, затем — с Карлхайнцем Штокхаузеном и Лучано Берио. Перевёл и откомментировал (впервые на французском языке) музыкально-критические статьи Альбана Берга (1957).
Увлёкся электронной музыкой, основал студию электронной музыки в Брюсселе (1958). Преподавал в Дармштадте, Кёльне, Базеле, Буффало. С 1960 постоянно сотрудничает с Мишелем Бютором. С 1970 преподавал в Королевской консерватории в Льеже, основал Центр музыкальных исследований и образования Валлонии. В 1984—1987 руководил Институтом музыкального образования в Париже, выпускал музыкальное обозрение «Марсий». С 1994 в отставке.
Жена — Изабель Пуссёр, театральный и оперный режиссёр, дочь Марианна Пуссёр — певица (сопрано). Семья живёт в городке Ватерлоо, неподалёку от Брюсселя.

## Воздействие и признание
За исканиями Пуссёра внимательно следили Дьёрдь Шандор Лигети, Бруно Мадерна, Альфред Шнитке, Луис де Пабло и др. Он — почётный доктор университетов Метца и Лилля. Вошёл в число ста знаменитых валлонцев XX в. (1995).

## Музыкальные сочинения
- Семь стихов из покаянных псалмов (фр. Sept Versets des Psaumes de la Pénitence) для 4 вокалистов или смешанного хора (1950)
- Разведка (фр. Prospection) для трёх фортепиано (1952—1953)
- Сейсмограммы (фр. Séismogrammes) для электроники (1954)
- Симфонии для 15 солистов (1954—1955)
- Квинтет памяти А. Веберна, для кларнета, бас-кларнета, скрипки, виолончели и фортепиано (1955)
- Scambi, для электроники (1957)
- Mobile для двух фортепиано (1957—1958)
- Рифмы к различным источникам звука (фр. Rimes pour différentes sources sonores) для оркестра и магнитофонной ленты (1958)
- Мадригал I для кларнета (1958)
- Мадригал II для флейты, скрипки, виолы да гамба и клавесина (1961)
- Мадригал III для кларнета, скрипки, виолончели, двух перкуссионистов и фортепиано (1962)
- Одна для струнного квартета (1960—1961)
- Три образа Льежа (фр. Trois visages à Liège) для электроники (1961)
- Характеры (фр. Caractères для фортепиано (1961)
- Ваш Фауст, опера для 5 актёров, четырёх вокалистов, 13 инструментов и электроники, либретто М.Бютора (1961—1968)
- Апостроф и 6 рефлексий для фортепиано (1964—1966)
- Фонемы для Кэти (фр. Phonèmes pour Cathy) для меццо-сопрано соло (1966)
- Перекрёстные цвета (фр. Couleurs croisées) для большого оркестра (1967)
- Мнемосина (фр. Mnémosyne, монодия для голоса или инструмента соло, либо для хора в унисон (1968)
- Мнемосина II для любых медиа (1969)
- Эфемериды Икара (фр. Les Éphémérides d’Icare 2 для солиста, концертино и четырёх инструментальных квартетов (1970)
- Кресты перекрёстных цветов (англ. Crosses of crossed colors) для вокалистов, от 2 до 5 фортепиано, шести магнитофонных операторов, двух операторов с проигрывателями и двух радиооператоров (1970)
- Параболы-микс (фр. Paraboles-Mix), для электроники (1972)
- Вид на запретные сады (фр. Vue sur les Jardins interdits) для квартета саксофонов (1973)
- Испытание Петра Еврейского (нем. Die Erprobung des Petrus Hebraïcus), камерная опера в 3 действиях (либретто Л. Винтгенса по М.Бютору, 1974)
- Modèle réduit, для бас-кларнета (или виолончели) и фортепиано (1975)
- Сказания и песни адской Библии (англ. Tales and songs from the Bible of hell) для 4 вокалистов и живой электроники (1979)
- Страсти по Гиньолу (фр. La Passion selon Guignol) для расширенного вокального квартета и оркестра (1981)
- Второй апофеоз Рамо (фр. Le seconde apothéose de Rameau) для камерного оркестра (1981)
- La Paganania, для скрипки соло (1982)
- La Paganania II, для виолончели соло (1982)
- Déclarations d’orage для чтеца, сопрано, баритона, трёх импровизирующих инструментов (альт-саксофон, туба, синтезатор), большого оркестра и магнитофонной ленты (на стихи У. Блейка, П. Неруды, Ф. фон Шиллера и В. В. Маяковского, на оригинальных языках; 1989)
- При лунном свете. Тень Дауленда проходит мимо Гинкаку-дзи (англ. At moonlight, Dowland’s Shadow passes along Ginkaku-Ji) для сякухати, сямисэна и кото (1989)
- Чтения об аде (фр. Leçons d’enfer), музыкальный театр для 2 актёров, 3 вокалистов, 7 инструментов, магнитофонной ленты и живой электроники на слова А.Рембо и М.Бютора (1990—1991)
- Мечта о хороводе из «Любви поэта»[4] (нем. Dichterliebesreigentraum) для сопрано, баритона, двух фортепиано, хора и оркестра (1992—1993)
- La Guirlande de Pierre для сопрано, баритона и фортепиано (1997)
- Навигации (англ. Navigations) для арфы (2000)
- Seize Paysages planétaires, этномузыка для электроакустики (2000)
- Африканские икары (фр. Les Icare africains) для вокалистов соло, хора ad libitum и оркестра (2002)
- День мира, 280 минут (фр. Un jour du monde en 280 minutes), звуковая квадрофоническая инсталляция (2002)
- Rossignolade, микроопера для женского голоса и кларнета (2003)
- Планетарные звучания и виды (фр. Voix et Vues planétaires) для электроники (2003—2004)
- Исповеди тростника (фр. Confidences des roseaux) для флейты, альта и арфы (2005)
- Маленькая симфония (итал. Minima sinfonia) для струнного квартета и женского голоса ad libitum (2006)
- Восемь маленьких геометрий (фр. Huit petites géométries) для ансамбля из 7 музыкантов (2006)
- L’Antre de la Nymphe для женского голоса и пяти музыкантов на слова М.Бютора (2006)
- Dépli et Configuration de l’Ombre для арпеджоне соло (2007)

## Сочинения о музыке
- Fragments Théorique I: sur la musique expérimentale. Bruxelles: Université Libre de Bruxelles, 1970
- Musique, sémantique, société. Paris; Tournai: Casterman, 1972
- Schumann le Poète: 25 moments d’une lecture de Dichterliebe. Paris: Klincksieck, 1993
- Musiques croisées. Paris: L’Harmattan, 1997
- Ecrits théoriques, 1954—1967. Sprimont: Mardaga, 2004

Автор работ о музыке Рамо, Веберна, Стравинского, проблемах музыкального образования.